# Arnulf Kriedner

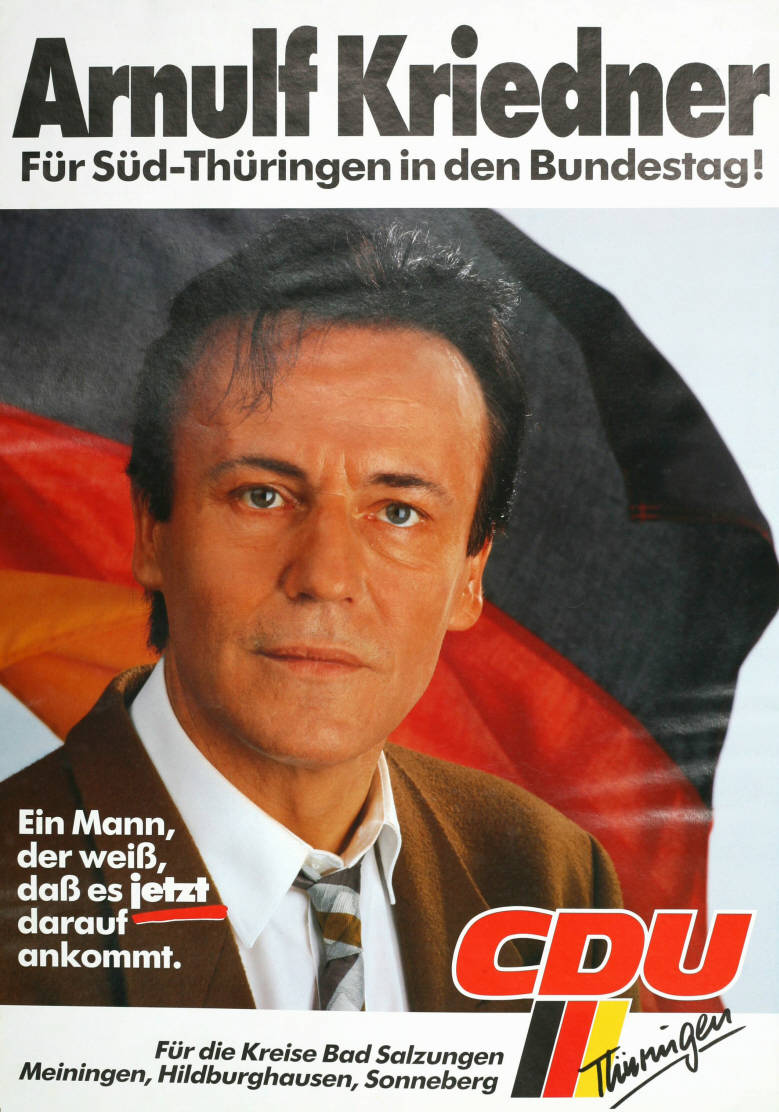
Arnulf Kriedner auf einem Wahlplakat zur Bundestagswahl 1990

Arnulf Kriedner (* 16. Mai 1938 in Mühlbach, Amtshauptmannschaft Pirna; † 20. Dezember 2021) war ein deutscher Politiker (CDU).

## Leben
Nachdem er 1959 das Abitur erreicht hatte, studierte Kriedner Volks- und Betriebswirtschaft in Köln und an der Freien Universität Berlin. Er war als selbständiger Kaufmann tätig. 1989 wurde er selbständiger Unternehmensberater im mittelständischen Bereich. Er war Vorsitzender der Arbeitsgemeinschaft Main-Werra e. V., Präsident der Deutsch-Paraguayischen Gesellschaft e. V. Bonn und Mitglied verschiedener Vereine.
1960 trat Kriedner dem Ring Christlich-Demokratischer Studenten bei, 1961 ging er in die Junge Union, wo er stellvertretender Landesvorsitzender von Berlin war. 1963 trat er schließlich in die CDU ein. Er war Mitglied des Kreisvorstandes Berlin-Wedding und Berlin-Neukölln. Er war Landesvorsitzender der Kommunalpolitischen Vereinigung der CDU Berlin und Mitglied des Bundesvorstandes der KPV von CDU und CSU. Von 1969 bis 1989 war Kriedner Bezirksverordneter, 1971 wurde er dann Bezirksstadtrat für Gesundheit und Umwelt, 1980 wurde er stellvertretender Bezirksbürgermeister und von 1981 bis 1989 war er schließlich Bezirksbürgermeister von Neukölln. 
Von 1990 bis 1998 vertrat Kriedner den Bundestagswahlkreis Meiningen – Bad Salzungen – Hildburghausen – Sonneberg als direkt gewählter Abgeordneter im Deutschen Bundestag. Von 1993 bis 1995 war er Vorsitzender des Kreisverbandes Schmalkalden-Meiningen und danach Mitglied des Vorstandes.
Kriedner war Vorsitzender der Deutsch-Belarussischen Parlamentariergruppe und stellvertretender Vorsitzender der Deutsch-Russischen Parlamentariergruppe. Er gehörte zudem der Deutschen Delegation in der Parlamentarischen Versammlung des Europarates und der Westeuropäischen Union an. Er war auch Vorsitzender des Haushaltsausschusses der WEU.